# Ludwig Julius Friedrich Höpfner

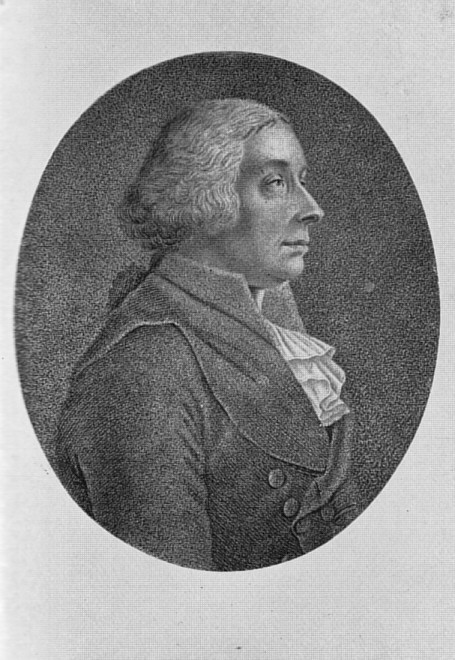
Ludwig Julius Friedrich Höpfner

Ludwig Julius Friedrich Höpfner (auch Ludwig Höpfner; * 3. November 1743 in Gießen; † 2. April 1797 in Darmstadt) war ein deutscher Jurist.

## Leben
Höpfner stammt aus alten hessischen Gelehrtenfamilien. Er war der Sohn des Gießener Rechtsprofessors Johann Ernst Höpfner (* 12. Mai 1702; † 3. Februar 1759) und Enkel mütterlicherseits des Rechtsprofessors Johann Friedrich Wahl. Sein jüngerer Bruder war der Mediziner Ernst Justus Theodor Höpfner (* 8. Oktober 1749; † 28. Juni 1785). Aus der Ehe mit Marianne geborene Thom (1751–1840) ging der gemeinsame Sohn Georg Höpfner hervor, der ebenfalls Jurist wurde.
Höpfner arbeitete zunächst als Hofmeister im Haus des Staatsministers Canngießer in Kassel und ging anschließend als Hessen-Darmstädtischer Rat nach Darmstadt. Er war seit 1767 Professor am Kasseler Collegium Carolinum sowie ab 1771 ordentlicher Professor für Naturrecht, Rechtsgeschichte und Rechtsaltertümer an der Universität Gießen. Hier wurde er im selben Jahr zum Doktor der Rechte promoviert und wurde 1778 zum Regierungsrat ernannt.
1780 wurde er Oberappellationsgerichtsrat, eine Stellung, die er Mitte 1781 antrat, und 1782 Geheimer Tribunalrat in Darmstadt. In dieser Stellung hatte er jedoch kein Richteramt inne, was üblicherweise mit diesem Rang verbunden war, sondern sollte die Kodifikation in Hessen-Darmstadt vorantreiben und die Landesgesetzgebung vereinheitlichen.

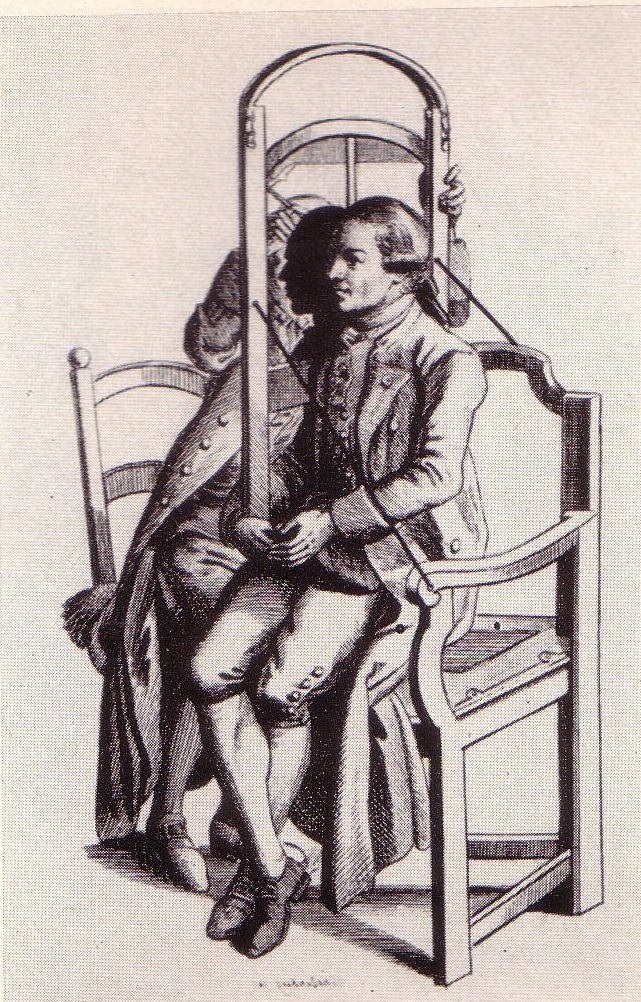
Höpfners Silhouettierstuhl

Höpfner zählt seit seiner Jugendzeit zum Freundeskreis von Goethe; dessen Wunsch, als Jurist nach Weimar an den Hof zu kommen, folgte Höpfner aber nicht.
Er erfand den Silhouettierstuhl, auf dem der Kopf der sitzenden Person zum Zwecke der Fertigung von Schattenrissen fixiert werden konnte. Er fertigte unter Benutzung dieses Silhouettierstuhls 1774 auch eine Silhouette Goethes. Die so abgenommenen Silhouetten wurden mit Hilfe eines Storchenschnabels auf das gewünschte Gebrauchsformat verkleinert.

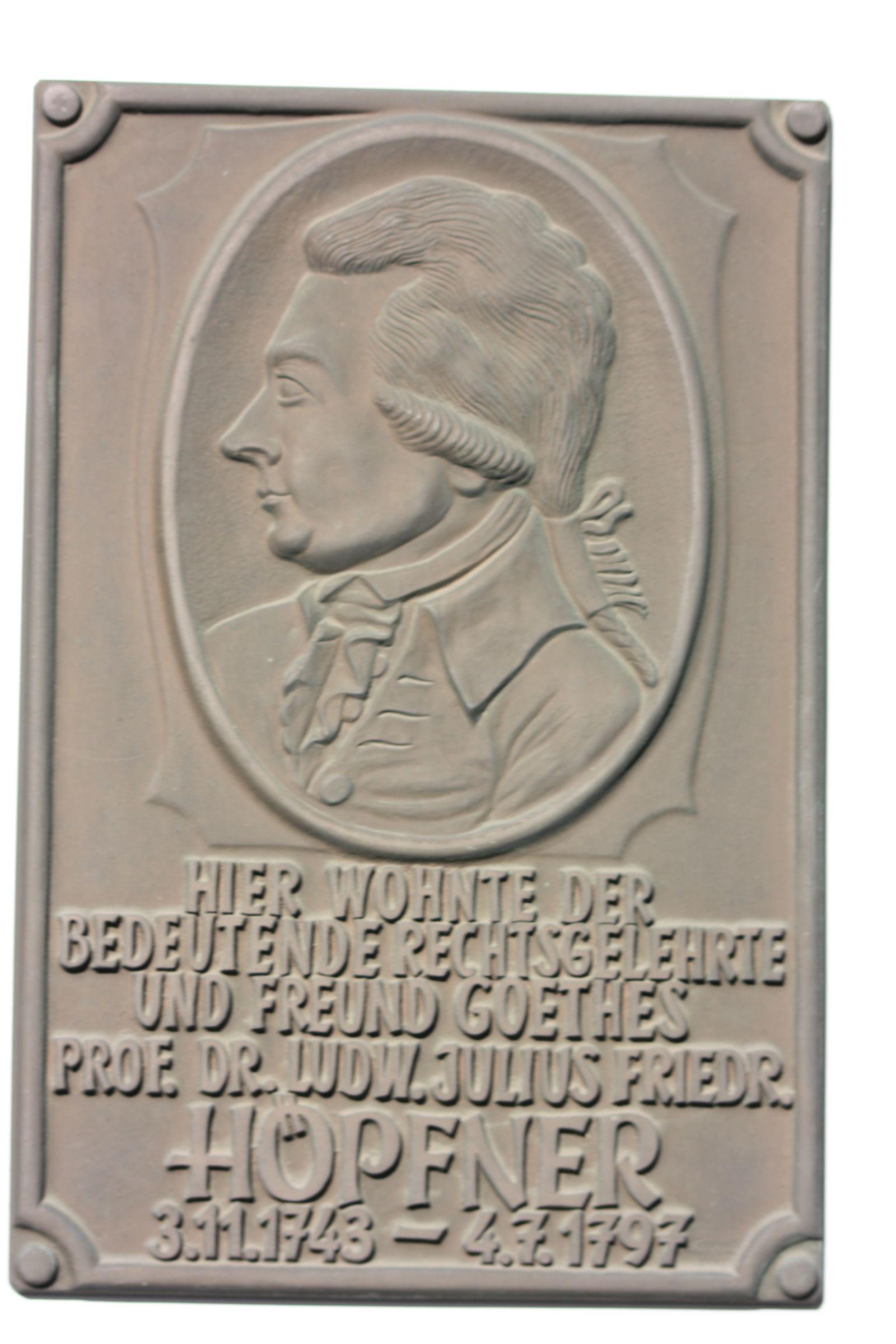
Gedenktafel mit Bildnis am Wohnhaus Höpfners in Gießen

## Werke (Auswahl)
- Beiträge für die Deutsche Encyclopädie oder Allgemeines Real-Wörterbuch aller Künste und Wissenschaften. 1778.
- Naturrecht des einzelnen Menschen, der Gesellschaften und der Völker. Zweyte, verbesserte Auflage, J. C. Krieger, Gießen 1783. (Digitalisat der 6. Aufl. 1795)
- Theoretisch-practischer Commentar über die Heineccischen Institutionen nach deren neuesten Ausgabe. Varrentrapp & Wenner, Frankfurt am Main 1790. (Digitalisat)

Unter dem Pseudonym J. P. Faber:
- Sammlung der Römischen Gesetze auf Befehl Kailer Justinians verfertiget. Pandekten, Frankfurt / Leipzig 1785 (Übersetzung des Codex Iustinianus)

Ohne Namensnennung und Wissen des Verfassers:
- Abraham Gotthelf Kästners neueste und größtenteils noch ungedruckte Sinngedichte und Einfälle. Gießen 1782.